# Tunnelgatan
Tunnelgatan er en gade i Stockholms innerstad, der strækker sig mellem Sveavägen og Brunkebergstunnelen. Gaden er især forbundet med Palmemordet i 1986, idet daværende statsminister Olof Palme blev skudt ved Tunnelgatans udmunding i Sveavägen, og morderen flygtede op ad trappen.
Tunnelgatan førte tidligere hele vejen til Norra Bantorget, og det gamle gadenavn er stadig synligt på facaden af hjørnehuset i kvarteret Vargen i krydset Olof Palmes Gata/Sveavägen. Til ære for afdøde Palme blev denne del af Tunnelgatan navngivet Olof Palmes Gata.

## Gadens historie
Gaden blev opkaldt efter Brunkebergstunnelen, som blev åbnet i 1886. Det tidligere navn var Barnhus trädgårdsgata, efter børnehuset, der lå på det nuværende Norra Bantorget. Igennem 1600-tallet var der en reberbane. Det eneste tilbageværende boligkompleks på Tunnelgatan ligger ved krydset mellem Tunnelgatan/Luntmakargatan og blev bygget mellem 1894 og 1896. Overfor lå Grönwalls Bryggeri, og i krydset med Sveavägen (i dag Sveavägen 40) lå fødselshuset Pro Patria.
I Cityplanen fra 1967 var Tunnelgatan/Olof Palmes Gata bestemt til at blive udvidet til en forhøjet firesporet hovedgade og fortsætte via David Bagares Gata til Birger Jarlsgatan i samme højde som Humlegårdsgatan og herefter videre til Östermalmstorg. Mod vest var der planlagt en forbindelse til Klarastrandsleden via en bro over jernbaneterrænet nord for Stockholms centralstation. Planerne blev dog definitivt skrinlagt med Cityplanen fra 1977.
- Gadeskilt ved Tunnelgatans udmunding.
- Tunnelgatan i 2005.